# مرکز آموزشی ۰۷ کازرون
مرکز آموزشی ۰۷ کازرون یا مرکز آموزشی ۰۷ شهید سرلشکر سید قنبر ترابی یک مرکز آموزش نظامی وابسته به نیروی زمینی ارتش ایران است که دوره‌های رزم مقدماتی، تیر اندازی، عقیدتی و تاریخ جنگ را به سربازان وظیفه جدید نزاجا آموزش می‌دهد.
این پادگان دارای ۶ گردان آموزشی بوده که سربازان ورودی در ابتدای ماه های زوج به گردان های ۲،۴،۶ و ورودی ماه های فرد به گردان های ۱،۳،۵ منتقل می شوند.
سالانه ۱۲ دوره آموزشی در این پادگان برگزار می‌شود که مربوط به سربازان با سطوح مختلف تحصیلی است.

## تاریخچه
این مرکز در تاریخ ۵ بهمن ۱۳۶۲ جهت آموزش سربازان عادی در شهر خرم‌آباد لرستان آغاز بکار کرد و از سال ۱۳۷۹ شهرستان کازرون منتقل شد و با شش گردان آموزشی و دو گردان پشتیبانی و خدمات و گروهان قرارگاه فعالیتش را ادامه داد.
مرکز ۰۷ از ابتدای سال ۱۳۷۹ تا کنون هر ماه اقدام به پذیرش بیش از ۱۰۰۰ سرباز با مدارک دکتری - فوق لیسانس - لیسانس - فوق دیپلم - دیپلم و زیر دیپلم نموده‌ است.
این پادگان سرباز متقاضی از مناطق مختلف استان های  خوزستان - چهارمحال بختیاری - کهگیلویه و بویر احمد و استان فارس را جذب میکند.
مرکز آموزشی ۰۷ ارتش کازرون برای رفاه حال سربازان محترم در فضای پادگان و بهبود وضعیت روحی سربازان اماکنی از جمله استخر ، کتابخانه ،  ۲ هایپرمارکت ، کافه بستنی ، فست فودی ، عکاسی ، مهمانسرا ؛ بهداری ، اورژانس ، تلفنخانه و گیم‌نت مهیا شده است. 